# Rafael Trevisan
Rafael Trevisan ( * 1980- ) es un biólogo y botánico brasileño.
En 2002 se gradúa en la licenciatura en Ciencias Biológicas, en la Universidade Federal de Santa Maria. Y en 2005 accede al Maestrado y al Doctorado en Botánica, de la Universidad Federal de Rio Grande do Sul, con la tesis Estudo taxonômico do gênero Eleocharis R.Br. (Cyperaceae) na Região Sul do Brasil.
Es un investigador con énfasis en Taxonomíaa de Cyperaceae, actuando principalmente en florística, vegetación campestre, Cyperaceae, y Poaceae.
- La abreviatura «R.Trevis.» se emplea para indicar a Rafael Trevisan como autoridad en la descripción y clasificación científica de los vegetales.[1]

## Algunas publicaciones
- Trevisan, R; II Boldrini. O gênero Eleocharis R. Br. (Cyperaceae) no Rio Grande do Sul, Brasil. Revista Brasileira de Biociências, v. 6, p. 7-67, 2008
- Santos, TG dos; Kopp, KA; Spies, MR; Trevisan, R; Cechin, STZ. Mamíferos do Campus da Universidade Federal de Santa Maria, Rio Grande do Sul, Brasil. Biota Neotropica, v. 8, p. 1-7, 2008
- Trevisan, R; Lüdtke, R; Boldrini, II. O gênero Kyllinga Rottb. (Cyperaceae) no Rio Grande do Sul, Brasil. Rev.Brasileira de Biociências, v. 5, p. 27-36, 2007
- Trevisan, R; Rosen, DJ; Boldrini, II. Rediscovery of Eleocharis kleinii (Cyperaceae), an overlooked species from the highlands of South Brazil. SIDA. Contr. to Botany, v. 1, p. 1119-1124, 2007
- Brandao, TV; Trevisan, R; Both, R. Unidades de Conservação e os Campos do Rio Grande do Sul. Rev.Brasileira de Biociências, v. 5, p. 843-845, 2007
- Trevisan, R; Boldrini, II. A new species of Eleocharis R. Brown (Cyperaceae) from southern Brazil. Novon, Saint Louis, v. 16, n. 1, p. 155-157, 2006
- Trevisan, R; Boldrini, Ilsi Iob. Eleocharis ochrostachys Steud. (Cyperaceae), nova ocorrência para o Rio Grande do Sul e Santa Catarina, Brasil'. Acta Botanica Brasilica, v. 19, n. 4, p. 695-699, 2005
- Santos, TG dos; Kopp, KA; Spies, MR; Trevisan, R; Cechin, STZ. Répteis do Campus da Universidade Federal de Santa Maria, RS, Brasil. Biota neotropica, v. 5, n. 1, 2005

### Capítulos de libros
- Hasenack, H; Cordeiro, JLP; Boldrini, II; Trevisan, R; Brack, P; Weber, EJ. Vegetação/Ocupação. En: Hasenack, H; Weber, EJ; Marcuzzo, SF. (Org.) Diagnóstico Ambiental de Porto Alegre. 1.ª ed. Porto Alegre: Secretaria Municipal do Meio Ambiente, 2008, v. , p. 56-71
- Hasenack, H; Both, R; Weber, EJ; Boldrini, II; Brack, P; Trevisan, R. Paisagem. En: Hasenack, H; Weber, EJ; Marcuzzo, SF. (Org.) Diagnóstico Ambiental de Porto Alegre. 1.ª ed. Porto Alegre: Secretaria Municipal do Meio Ambiente, 2008, v. , p. 72-87
- Alves, M; Araújo, AC; Prata, AP; Vitta, FA; Hefler, S; Trevisan, R; Gil, AB; Martins, S; Thomas, WW. Diversidade de Cyperaceae no Brasil. En: LM Barbosa; NA dos Santos Jr (Orgs.) (Org.) A Botânica no Brasil: pesquisa, ensino e políticas públicas ambientais. São Paulo: Sociedade Botânica do Brasil, 2007, v. , p. 286-290
- Araújo, AC; Trevisan, R. Morfologia e taxonomia em Cyperaceae. En: Mariath, JEA; Santos, RP (Orgs.) (Org.) Os avanços da Botânica no inicio do século XXI. Porto Alegre: Sociedade Botânica do Brasil, 2006, v. , p. 728-731

### Resúmenes expandidos publicados en Anales de Congresos
- Brandao, TV; Trevisan, R; Both, R. Unidades de Conservação e os Campos do Rio Grande do Sul. En: 57.º Congresso Nacional de Botânica, 2006, Gramado - RS.. Biodiversidade: Conservação e Uso, 2006

### Resúmenes publicados en Anales de Congresos
- Ferreira, PM de Abreu; Trevisan, R; Boldrini, II. A família Cyperaceae no Parque Estadual de Itapuã, Viamão, Rio Grande do Sul, Brasil. En: III Jornada de Iniciação Científica - Meio Ambiente, 2007, Porto Alegre. Anais, 2007
- Trevisan, R; Ferreira, PM de Abreu; Boldrini, II. Cyperaceae do Parque Estadual de Itapuã, Viamão, Rio Grande do Sul, Brasil. En: 58.º Congresso Nacional de Botânica, 2007, São Paulo. A Botânica no Brasil: pesquisa, ensino & políticas públicas ambientais, 2007
- Trevisan, R; Rosen, DJ; Boldrini, II. Eleocharis kleinii Barros (Cyperaceae), uma espécie negligenciada dos campos de altitude do sul do Brasil. En: 58.º Congresso Nacional de Botânica, 2007, São Paulo. A Botânica no Brasil: pesquisa, ensino e políticas públicas ambientais, 2007
- Trevisan, R; Lüdtke, R; Boldrini, II. O gênero Kyllinga Rottb. (Cyperaceae) no Rio Grande do Sul, Brasil. En: 57.º Congresso Nacional de Botânica, 2006, Gramado - RS. Biodiversidade: Conservação e Uso, 2006
- Trevisan, R; Boldrini, II. O gênero Eleocharis R.Br. (Cyperaceae) no Rio Grande do Sul, Brasil. En: 56 Congresso Nacional de Botânica, 2005, Curitiba. Conservação da Flora Brasileira, 2005
- Trevisan, R; Boldrini, II. Revisão das espécies de Eleocharis R. Br. subg. Limnochloa (P. Beauv. ex T. Lestib.) Torr. (Cyperaceae) ocorrentes no Rio Grande do Sul, Brasil. En: 55 Congresso Nacional de Botânica & 26 Encontro Regional de Botânicos de MG, BA e ES, 2004, Viçosa-MG. Bioprospecção, Conservação & Biotecnologia, 2004
- Santos, TG dos; Kopp, KA; Spies, MR; Trevisan, R; Cechin, STZ. Biodiversidade e constância de ocorrência de anurofaunado campus da Universidade Federal de Santa Maria, RS, Brasil. En: 25 Congresso Brasileiro de Zoologia, 2004, Brasília-DF, 2004
- Oliveira, MLA Aragão de; Senna, RM; Neves, MTM Barreto das; Boldrini, II; Trevisan, R. Projeto PROBIO - MCN/FZBRS: Espécies de interesse especial em ecossistemas associados à Lagoa do Casamento e no Butiazal de Tapes (RS). En: XII Encontro Estadual de Botânicos & IV Encontro Estadual de Herbários, 2004, Canoas - RS. A Botânica e suas inter-relações com as diversas áreas das ciências, 2004
- Trevisan, R; Boldrini, II. O gênero Eleocharis R.Br. ser. Tenuissimae (C.B. Clarke) Svenson (Cyperaceae) no Rio Grande do Sul, Brasil. En: XII Encontro Estadual de Botânicos & IV Encontro Estadual de Herbários, 2004, Canoas - RS. A Botânica e suas inter-relações com as diversas áreas das ciências, 2004* Gressler, E; Trevisan, R; Eisinger, SM. Aspectos fenológicos de verbenáceas do Jardim Botânico da UFSM. En: 53.er CONGRESSO NACIONAL DE BOTÂNICA, 2002, Recife - PE. Biodiversidade, Conservação e Uso sustentável da Flora Brasileira, 2002. p. 225
- Spies, MR; Kopp, KA; Trevisan, R; Santos, TG dos; Cechin, STZ. Levantamento de mamíferos do campus da Universidade Federal de Santa Maria, RS - dados preliminares. En: 6.º ENCONTRO DE BIÓLOGOS DA REGIÃO SUL, 2002, Porto Alegre - RS. O Biólogo e os dasafios atuais, 2002. p. 28
- Kopp, KA; Spies, MR; Trevisan, R; Santos, TG dos; Cechin, STZ. Levantamento de anfíbios anuros do campus da Universidade Federal de Santa Maria, RS - dados preliminares. En: 6.º ENCONTRO DE BIÓLOGOS DA REGIÃO SUL, 2002, Porto Alegre - RS. O Biólogo e os dasafios atuais, 2002. p. 27
- Trevisan, R; Kopp, KA; Santos, TG dos; Spies, MR; Cechin, STZ. Levantamento da avifauna do campus da Universidade Federal de Santa Maria, RS - dados preliminares. En: 6.º ENCONTRO DE BIÓLOGOS DA REGIÃO SUL, 2002, Porto Alegre - RS. O Biólogo e os desafios atuais, 2002. p. 28
- Santos, TG dos; Spies, MR; Kopp, KA; Trevisan, R; Cechin, STZ. Levantamento de répteis do campus da Universidade Federal de Santa Maria, RS - dados preliminares. En: 6.º ENCONTRO DE BIÓLOGOS DA REGIÃO SUL, 2002, Porto Alegre - RS. O Biólogo e os desafios atuais, 2002. p. 28
- Gressler, E; Trevisan, R; Eisinger, SM. Estudo fenológico da frutificação de espécies zoocóricas lenhosas em área não natural de Santa Maria - RS. En: XI Encontro de Botanicos do Rio Grande do Sil e III Encontro Estadual de Herbários, 2002, Santa Cruz do Sul - RS. Pesquisa e Estado de Conservação da Flora no Cone Sul, 2002. p. 32
- Trevisan, R; Eisinger, SM. Fenologia de Magnoliidae lenhosas no campus da Universidade Federal de Santa Maria. En: XI Encontro de Botanicos do Rio Grande do Sil e III Encontro Estadual de Herbários, 2002, Santa Cruz do Sul - RS. Pesquisa e Estado de Conservação da Flora no Cone Sul, 2002. p. 33
- Trevisan, R; Eisinger, SM; Gressler, E. Fenologia das lauráceas do campus da Universidade Federal de Santa Maria. En: XVII Jornada Académica Integrada, 2002, Santa Maria - RS. Acenda essa idéia, 2002

## Membresías
- Miembro de la Sociedad Botánica de Brasil, desde 2006